# Børge Jansberg
Svend Børge Jansberg (17. november 1913 i Horsens – 6. januar 1993 i Glostrup) var en dansk kunstmaler og billedhugger, der desuden var socialchef i Høje-Taastrup Kommune. 
Som kunstner var Jansberg autodidakt. Han debuterede på Kunstnernes Efterårsudstilling i 1944. Jansberg begyndte som maler, og mange af hans værker er i dag at finde på Høje-Taastrup Rådhus. Han fik imidlertid smag for at arbejde tredimensionelt og lavede først skulpturer i træ, dernæst i rustfrit stål. Fælles for Jansbergs skuplturelle værker er deres stramme og enkle komposition. Jansberg var også aktiv indenfor kunstpolitik i lokalområdet og var bl.a. grundlægger af Hedeboegnens Kunstkreds.